# Дальський Володимир Михайлович
Володимир Михайлович Дальський (справжнє прізвище — Нестеренко; 22 квітня (5 травня) 1912, Нікополь, Російська імперія — 15 травня 1998, Київ, Україна) — український актор театру і кіно.

## Біографія

Меморіальна дошка на честь Володимира Михайловича Дальського на вул. Хрещатик, 25 у Києві

Народився 22 квітня (5 травня) 1912 року в місті Нікополі (нині Дніпропетровської області, Україна). В 1930–1932 роках навчався у Київському музично-драматичному інституті імені М. Лисенка.
Працював:
- у 1933–1938 роках — у Харківському театрі юного глядача;
- у 1938–1941 роках — у Харківському драматичному театрі імені Тараса Шевченка;
- у 1941–1944 роках — в театрі Київського особливого військового округу (Київ);
- у 1944–1954 роках — в театрі Одеського військового округу (Одеса);
- у 1954–1957 роках — в театрі Прикарпатського військового округу (Львів).
- у 1957–1976 роках був актором Київського українського драматичного театру імені Івана Франка.

Знімався в кіно з 1958 року. Був членом Спілок кінематографістів і театральних діячів України.

Могила Володимира Дальського

Жив у Києві, де і помер 15 травня 1998 року. Похований у Києві на Байковому кладовищі (ділянка № 52а).

## Відзнаки
- Заслужений артист Молдавської РСР (з 1951);
- Народний артист УРСР (з 1954);
- Народний артист СРСР (з 1960);
- Лауреат Державної премії України імені Тараса Шевченка (за 1971).

## Творчість
Театральні ролі:
- Шельменко («Шельменко-денщик» Г. Квітки-Основ'яненка);
- Мартин Боруля («Мартин Боруля» І. Карпенка-Карого);
- Возний («Наталка Полтавка» І. Котляревського);
- Кирило Сергійович («Пам'ять серця» О. Корнійчука);
- Морж («Чому посміхалися зорі» О. Корнійчука);
- Гроза («Сторінки щоденника» О. Корнійчука);
- Шаула («Свіччине весілля» І. Кочерги);
- Курослєпов («Гаряче серце» О. Островського);
- Крутицький («Не було ні гроша, та раптом алтин» О. Островського);
- Сиплий («Оптимістична трагедія» В. Вишневського);
- Воротар («Макбет» В. Шекспіра);
- Хвилинка («Переможці» Б. Чірскова);
- Бартломей («Краків'яни і гуралі» В. Богуславського) та інші.

Грав у фільмах:
1. «Штепсель одружує Тарапуньку» (1957, Бутильченко),
2. «НП. Надзвичайна подія» (1958, Фан),
3. «Іванна» (1959, Дітц),
4. «Веселка» (1959, Кряж),
5. «Кров людська — не водиця» (1960, Бараболя),
6. «Летючий корабель» (1960, Ох),
7. «Артист із Коханівки» (1961),
8. «Дмитро Горицвіт» (1961),
9. «Закон Антарктиди» (епіз.),
10. «З днем народження» (1962, начальник цеху),
11. «Ми, двоє чоловіків» (епіз.),
12. «Рибки захотілось» (1963, епіз.),
13. «У мертвій петлі» (1963, Фріко),
14. «Люди не все знають» (1964),
15. «Гадюка» (1965),
16. «Загибель ескадри» (епіз.),
17. «Ескадра повертає на Захід» (1965, Хомяков),
18. «На самоті з ніччю» (1966, епіз.),
19. «Тиха Одеса» (1967, Нечипоренко),
20. «Севастополь» (1970) та ін.

Автор книги спогадів «Театральними шляхами.» Київ, 1981.